# Стесин, Александр Михайлович
Александр Михайлович Стесин (род. 26 сентября 1978, Москва) — русский поэт, прозаик, врач. С 1990 года живёт в США.

## Биография
В 1999 году окончил литературный факультет (отделение поэтики) университета Баффало, в 2000 году — курсы по французской литературе в Сорбонне. Публиковал стихи на английском и французском языках, однако главным образом является русским поэтом. Поэзия Стесина лежит в русле постакмеистической традиции, развивая творческие поиски таких авторов, как Бахыт Кенжеев и Сергей Гандлевский. В рецензии на сборник «Часы приема» Владимир Гандельсман пишет: «Приверженность Александра Стесина к классическим образцам выражается прежде всего не в формальном, а в содержательном — в неотступном внимании к вечным вопросам бытия. Художническая зрелость проявляет себя по-разному, в частности, в умении „решать“ эти вопросы не в лоб».
Стесин также выступает как эссеист, прозаик и переводчик современной американской поэзии (в частности, Роберта Крили, преподававшего Стесину в университете Баффало) на русский язык. Стихи, проза и эссе печатались в журналах «Новый мир», «Знамя», «Октябрь», «Иностранная литература», «Звезда», «Арион», «Новая Юность», «Agni», «St. Petersburg Review», «Poetics», а также в антологиях «Девять измерений» (М.: НЛО, 2004), «Освобожденный Улисс» (М.: НЛО, 2004), «Лучшие стихи 2011 года» (М.: ОГИ, 2013), «Twenty-first Century Russian Poetry». Автор трех стихотворных сборников, лауреат международного литературного конкурса «Tamizdat» (2007), конкурса им. Гумилева «Заблудившийся трамвай» (2007), дипломант премии «Московский счёт» («Лучшие книги года») за сборник стихов «Часы приема» (2011), финалист российско-итальянской поэтической премии «Белла» (2014), лауреат «Русской премии» за книгу «Вернись и возьми» (2014), лауреат премии «Новая словесность» (2019) за книгу «Нью-йоркский обход». Подготовил к печати антологию «Современная русская поэзия в Америке». Куратор серии литературных вечеров в Нью-Йорке «Трилогия», член редакции журнала «Интерпоэзия». Стихи Стесина переводились на английский, французский и итальянский языки.
Имеет также медицинское образование, работает врачом-онкологом. В 2010 году жил в Гане, где работал врачом под началом международной благотворительной организации. О своей работе врачом в Гане Стесин написал повесть «Вернись и возьми» (М.: НЛО, 2013).

## Книги
- Мягкий дым тополей. — 1998 (на русском, английском и французском языках, предисловие Роберта Крили).
- Точка отсчёта. — Нью-Йорк: «Слово/Word», 2002 (на русском, английском и французском языках).
- Часы приема. — М.: Русский Гулливер, 2010 (предисловия С. Гандлевского, Б. Кенжеева).
- Вернись и возьми. — М.: Новое литературное обозрение, 2013.
- Ужин для огня. Путешествие с переводом. — М.: Новое литературное обозрение, 2015.[9]
- Путем чая. Путевые заметки в строчку и в столбик. — М.: Новое литературное обозрение, 2017.[10]
- Нью-йоркский обход. — М.: Новое литературное обозрение, 2019.[11]
- Африканская книга. — М.: Новое литературное обозрение, 2020.
- Птицы жизни. — М.: Новое литературное обозрение, 2020.
- Троя против всех. — М.: Новое литературное обозрение, 2022.
- Азиатская книга. — М.: Новое литературное обозрение, 2024.
- Рассеяние. — М.: Новое литературное обозрение, 2024.

## Награды
Премия конкурса им. Гумилева «Заблудившийся трамвай» (2007).
Премия поэтического конкурса «Тамиздат» (2007).
Диплом премии «Московский счет» (2011), за сборник стихов «Точка Отсчета» («Лучшие книги года»).
Длинный список премии «Дебют» (2011).
Шорт-лист русско-итальянской премии «Белла» (2014).
Русская премия (2014), за книгу «Вернись и возьми».
Премия НОС (2019), за книгу «Нью-Йоркский обход».
Длинный список премии «Большая книга» (2020), за книгу «Нью-Йоркский обход».
Длинный список премии «Ясная поляна» (2020), за книгу «Африканская книга».
Премия журнала «Иностранная литература» «ИЛлюминатор» (2022), за книгу «Нью-Йоркский обход».

## Критика
- Андрей Грицман. Годы приема (эссе о стихах Александра Стесина в контексте современной поэзии) // «Интерпоэзия». — 2011. — № 1.
- Владимир Гандельсман. Но ты останься тверд… (рецензия на сборник Александра Стесина «Часы приема») // «Новый мир». — 2011. — № 5.
- Олег Дарк. Книжная полка Олега Дарка (рецензия на книгу Александра Стесина «Вернись и возьми») // «Новый мир». — 2014. — № 7.
- Алина Гаппасова. Вам объяснят (рецензия на книгу Александра Стесина «Вернись и возьми») // «Знамя». — 2014. — № 10.
- Станислав Секретов. Прилетевшие из прошлого (рецензия на повести Александра Стесина «Квинс» и «Птицы жизни») // «Урал». — 2017. — № 2.
- Наталия Черных. Истории болезней: Пять современных российских писателей-врачей // «Горький». — 2018.